# Cybaeus nojimai
Espèce
Cybaeus nojimai est une espèce d'araignées aranéomorphes de la famille des Cybaeidae.

## Distribution
Cette espèce est endémique de Honshū au Japon,. Elle se rencontre dans les préfectures de Tottori, de Hyōgo et d'Okayama.

## Description
Le mâle holotype mesure 2,6 mm et la femelle paratype mesure 3,1 mm.

## Étymologie
Cette espèce est nommée en l'honneur de Koichi Nojima.

## Publication originale
- Ihara, 1993 : Five new small-sized species of the genus Cybaeus (Araneae: Cybaeidae) from the Chugoku District, Honshu, Japan. Acta Arachnologica, vol. 42, no 2, p. 115-127 (texte intégral).